# Karma Chameleon
Karma Chameleon è un brano del gruppo musicale britannico Culture Club inserito nell'album Colour by Numbers del 1983.
Il pezzo raggiunse la vetta delle classifiche in una quindicina di paesi e nel Regno Unito divenne il secondo brano della band a raggiungere la prima posizione nella classifica dei singoli, rimanendovi per sei settimane e diventando il singolo più venduto del 1983. Negli Stati Uniti, invece, l'anno successivo la canzone rimase per quattro settimane alla prima posizione della Billboard Hot 100, diventando il maggiore successo della band e l'unico singolo con cui riuscirono a raggiungere la posizione numero uno negli Stati Uniti. La canzone occupa inoltre la posizione numero ottantatré nella classifica mondiale unificata dei singoli più venduti di tutti i tempi.
Karma Chameleon è caratterizzata da una melodia orecchiabile e un testo che, nelle parole del suo autore, è "a dark emotional and sexual undercurrent" (così descritto nel libretto di Greatest Moments, nel 1998), traducibile come "un flusso emotivo cupo, scuro e una corrente sessuale sotterranea, nascosta". Il verso ripetuto più volte nel corso della canzone, You come and go, you come and go ("vieni e vai, vieni e vai"), allude agli incontri veloci, alle storie dove il sesso vince sull'amore, con l'amarezza che ne segue, mentre la frase You string along ("sai soltanto ingannare"), sottolinea la difficoltà di aver fiducia in una relazione.

## Il lato B
Karma Chameleon viene pubblicata, in un'unica versione (quella dell'album, lunga 4'12", senza remix o extended fino al "Rewind Remix", incluso nel "Box" dei Culture Club, uscito nel 2002), in formato 7" e in formato 12", in entrambi i casi su vinile. Sul retro del singolo 12" compare la versione remixata 12" di I'll Tumble 4 Ya, ultimo singolo estratto dal primo album, che nel formato remix riscosse popolarità negli Stati Uniti.
Il lato B del singolo 7" contiene invece il brano That's the Way (I'm Only Trying to Help You), ballad, interpretata insieme alla corista Helen Terry, quinto membro "virtuale" dei Culture Club nell'epoca tra il 1983 e il 1984. Una dicitura accompagna il titolo del lato B: sul retro del 45 giri di Karma Chameleon, sotto il titolo principale, si specifica che il pezzo è stato 'registrato dal vivo, in digitale, senza missaggio'.
That's the Way (I'm Only Trying to Help You) è stato più volte riproposto dal vivo con Helen Terry, per esempio nei concerti di Londra all'Hammersmith Odeon e a Sydney, entrambi nel 1984, pubblicati in due DVD. Il brano è stato anche reinterpretato con la nuova corista, Zee Cowling, per esempio in "VH1 Storytellers" (il bonus CD live annesso alla raccolta "Greatest Moments" del 1998), dove la band ha riproposto il pezzo dal vivo dopo quasi quindici anni, e in "Live at the Royal Albert Hall", il concerto per il ventesimo anniversario del gruppo, svoltosi a Londra nel 2002 e pubblicato in DVD l'anno dopo.

## Video musicale
Il video di Karma Chameleon è ambientato sul Mississippi nel 1870, come viene indicato nella didascalia iniziale. Ritrae persone che indossano costumi dell'epoca, tra cui dei ballerini vestiti in abiti i cui colori in risalto sono 'rosso, oro e verde' ("red gold and green", come recita il testo della canzone), che aspettano l'arrivo di un traghetto sulle rive di un fiume (nella finzione il fiume è appunto il Mississippi, ma la scena è in realtà girata sulle rive del Tamigi, a Despra Island, Weybridge).
Boy George è abbigliato in un costume sgargiante e viene ripreso sulla terraferma mentre canta il brano, fuori campo. Viene inquadrato un ladruncolo che gironzola tra la folla, sfilando portafogli dalle tasche, orologi dai polsi e gioielli dal collo o dalle orecchie delle ignare proprietarie, da lui abilmente distratte con adulazioni e lusinghe. Arriva una tipica imbarcazione fluviale, che su un lato porta il nome «The Chameleon» ('Il Camaleonte'), riprendendo il titolo della canzone, e le persone salgono a bordo.
Durante il viaggio, per passare il tempo, si gioca una partita a carte, con Boy George che continua a cantare sullo sfondo, sempre fuori campo ma a bordo del battello, mentre suona un'armonica a bocca. Intanto, il ladruncolo viene colto in flagrante mentre bara al gioco e, dalla poppa della barca, viene gettato in acqua. Per tutto il video, bianchi e neri vengono ripresi mentre cantano e ballano insieme, uno scenario piuttosto improbabile all'epoca e nel luogo in cui è ambientato il video.
Boy George spiegò che il rosso, l'oro, e il verde citati nella canzone sono i colori della bandiera della Giamaica, una terra che aveva da poco visitato e di cui si era innamorato (il che sembra strano, dato che proprio la bandiera giamaicana non contiene i Colori panafricani). Terence Trent D'Arby, nel brano Wishing Well, del 1987, sembra alludere alla trama del videoclip, quando menziona un "riverboat gambler", che pare descrivere la figura del 'giocatore d'azzardo su di un battello fluviale' ritratta nel videoclip.

## Classifiche

### Classifiche settimanali
| Classifica (1983/84)             | Posizione massima |
| -------------------------------- | ----------------- |
| Australia                        | 1                 |
| Austria                          | 3                 |
| Belgio (Fiandre)                 | 1                 |
| Canada                           | 1                 |
| Finlandia                        | 3                 |
| Francia                          | 5                 |
| Germania                         | 2                 |
| Irlanda                          | 1                 |
| Italia                           | 4                 |
| Norvegia                         | 1                 |
| Nuova Zelanda                    | 1                 |
| Paesi Bassi                      | 1                 |
| Regno Unito                      | 1                 |
| Spagna                           | 1                 |
| Stati Uniti                      | 1                 |
| Stati Uniti (adult contemporary) | 3                 |
| Sudafrica                        | 1                 |
| Svezia                           | 1                 |
| Svizzera                         | 1                 |

### Classifiche di fine anno
| Classifica (1983) | Posizione |
| ----------------- | --------- |
| Australia         | 8         |
| Belgio (Fiandre)  | 5         |
| Francia           | 19        |
| Italia            | 16        |
| Nuova Zelanda     | 7         |
| Paesi Bassi       | 10        |
| Regno Unito       | 1         |
| Svizzera          | 5         |
| Classifica (1984) | Posizione |
| Canada            | 5         |
| Spagna            | 9         |
| Stati Uniti       | 10        |
| Sudafrica         | 7         |

### Classifiche di fine decennio
| Classifica (1980–1989) | Posizione |
| ---------------------- | --------- |
| Regno Unito            | 7         |

## Riferimenti nella cultura di massa
- Una parodia del titolo fu usata come titolo di un capitolo della serie di manga e anime Dragon Ball, "Kame Kame Kame Kame Kame Chameleon", con un gioco di parole sull'attacco Kamehameha.
- Karma Chameleon è la canzone suonata in Scary Movie 4 sulla parodia dell'iPod (Tripod), all'interno della lista brani "Awesome 80s" ('Stupendi anni Ottanta'), prima che si trasformi nella macchina da guerra aliena.
- La canzone Freestyler, successo del 1999 del gruppo rap finlandese Bomfunk MC's, menziona il brano in una delle strofe.
- Anche Darkwing Duck fece una parodia del titolo: il titolo dell'episodio "Calm a Chameleon" ('Calma un camaleonte') presenta una chiara assonanza con il titolo del brano.
- La canzone Mud Football di Jack Johnson contiene il verso "Karma, karma, karma chameleon".
- Il popolare brano Wishing Well, del 1987 di Terence Trent D'Arby, tra i giochi di parole nel testo, allude a un "riverboat gambler", cioè un 'giocatore d'azzardo su un battello fluviale'. Tra l'altro, il titolo stesso, con l'espressione "wishing well" ('pozzo dei desideri', ma anche 'buon augurio'), e la frase con cui fa rima nel testo, "kiss and tell" (locuzione che indica il 'raccontare in giro le proprie avventure amorose') compaiono entrambi nel testo di Victims (Numero 3 per i Culture Club nel Regno Unito, a natale del 1983, anch'essa contenuta sull'album "Colour by Numbers"), nel cui schema metrico occupano la stessa posizione ('kiss and tell' figura in chiusura del terzo verso, nella prima strofa, mentre 'wishing well' chiude il terzo verso della seconda strofa).
- Karma Chameleon è stato anche il titolo del terzo episodio della serie TV Wonderfalls.
- Karma Chameleon è stato utilizzato come titolo per l'episodio 204 di Degrassi: The Next Generation.
- Il gioco Kingdom of Loathing ha un personaggio chiamato il Comma Chameleon.
- Il personaggio femminile che risponde al nome di Khameleon, nella serie di videogiochi Mortal Kombat, è un riferimento alla canzone. Se non si supera uno dei livelli, utilizzando un personaggio di nome Nitara, si riceve il seguente messaggio: "Devi imparare per bene il Karma. Fosse dipeso da lei, Khameleon non avrebbe avuto difficoltà ad apprenderlo, se la sua cultura non fosse stata schiacciata da Shao Kahn secoli fa...".
- Nel 1985 Karma Chameleon venne usato come colonna sonora di uno spot pubblicitario per la Vespa PX girato e prodotto da Carlo Vanzina.[31]
- Nel 2014 il brano viene reinterpretato in chiave punk rock dalla cover band statunitense Me First and the Gimme Gimmes nell'album Are We Not Men? We Are Diva!.